# Eymet
Eymet är en kommun i departementet Dordogne i regionen Nouvelle-Aquitaine i sydvästra Frankrike. Kommunen ligger i kantonen Eymet som tillhör arrondissementet Bergerac. År 2022 hade Eymet 2 553 invånare.

## Befolkningsutveckling
Antalet invånare i kommunen Eymet
Referens:INSEE

## Galleri

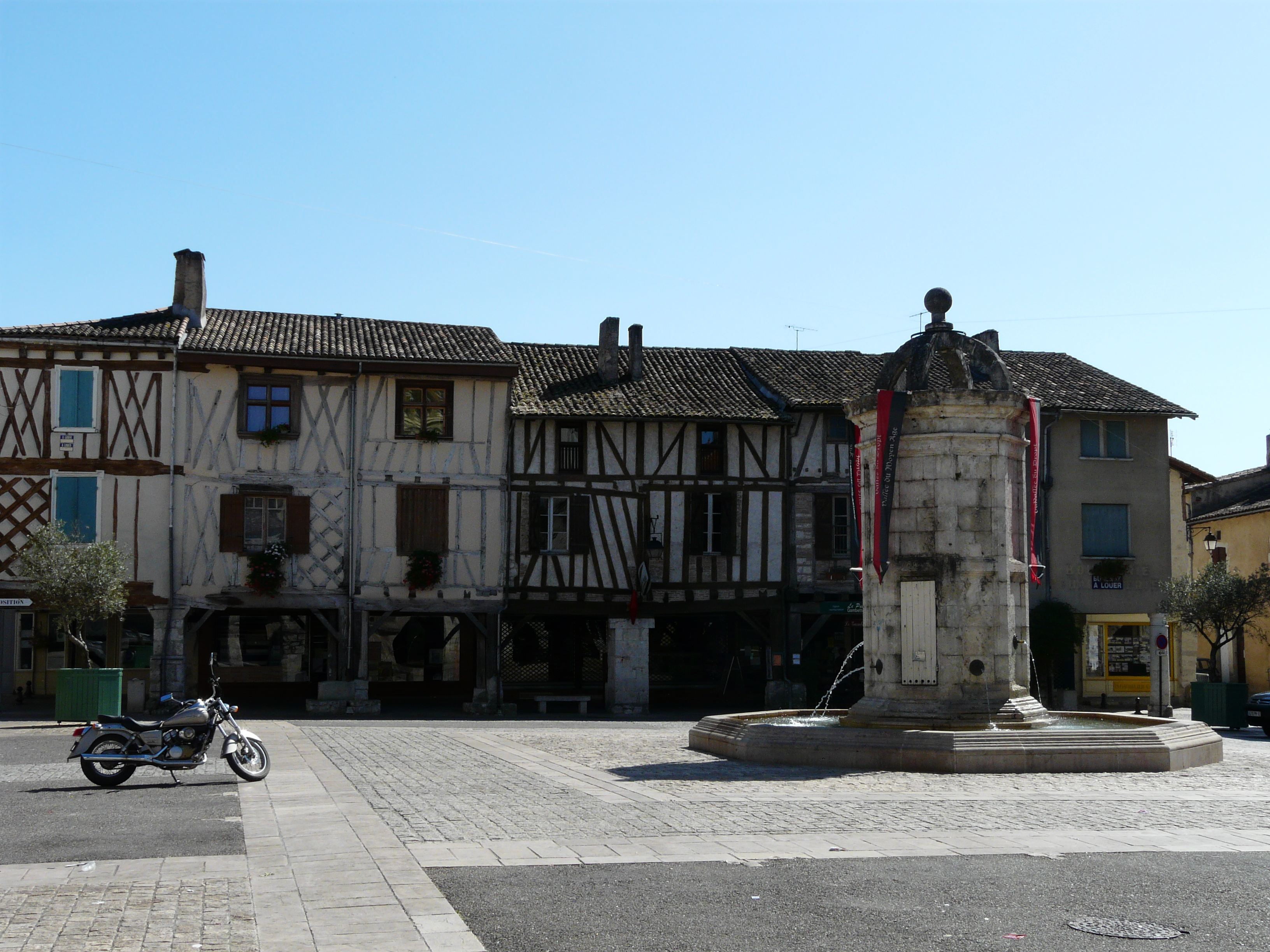
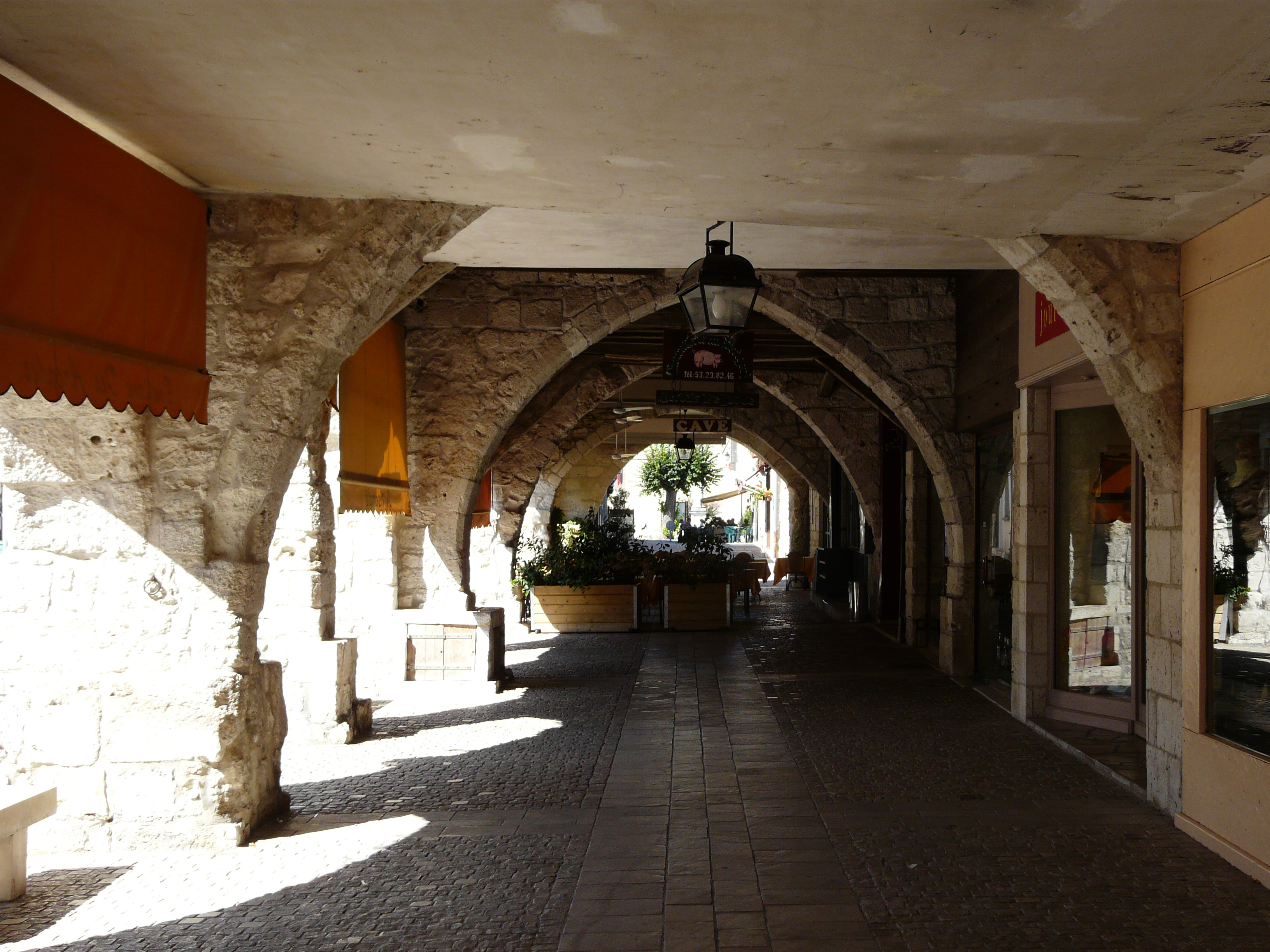
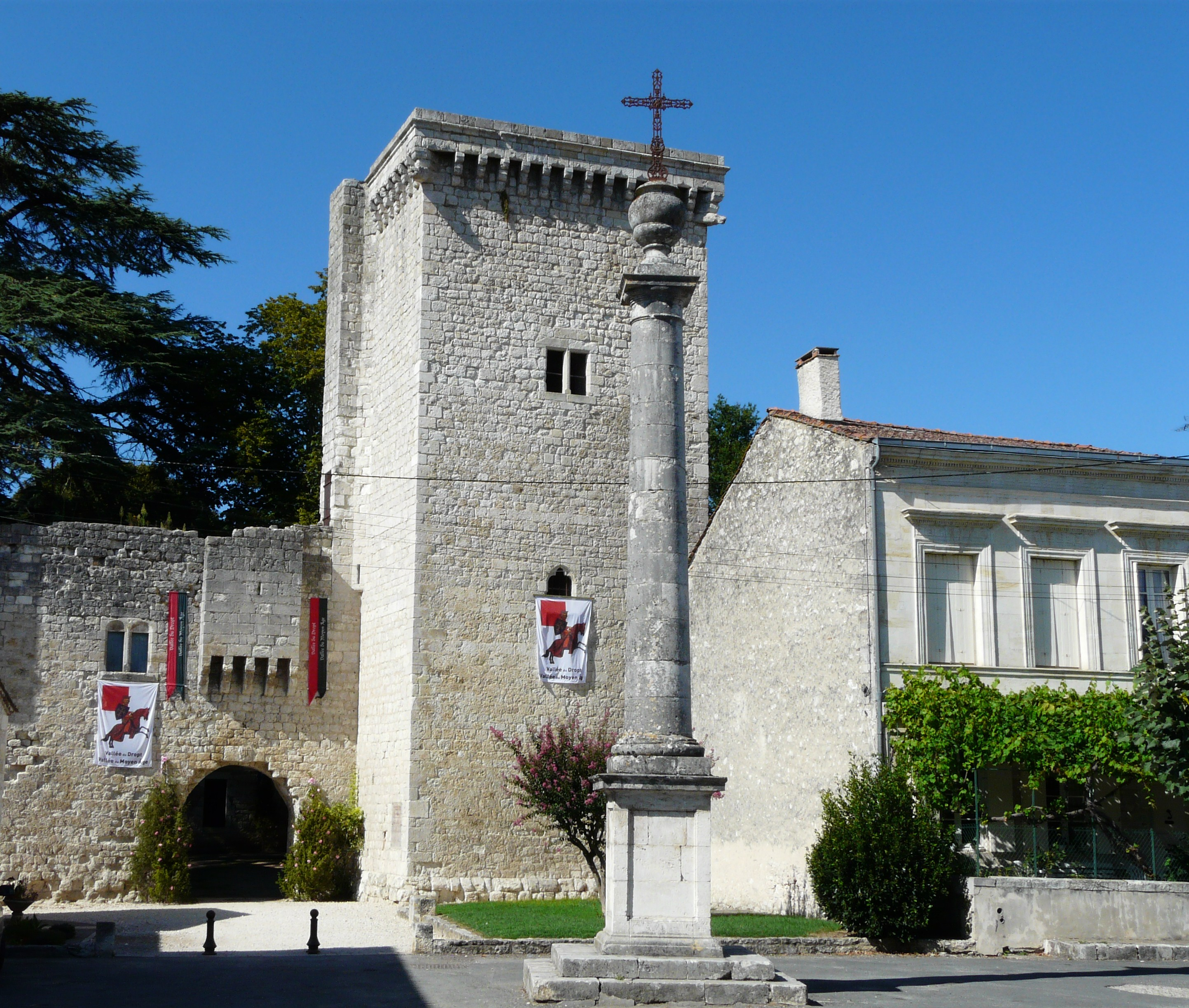
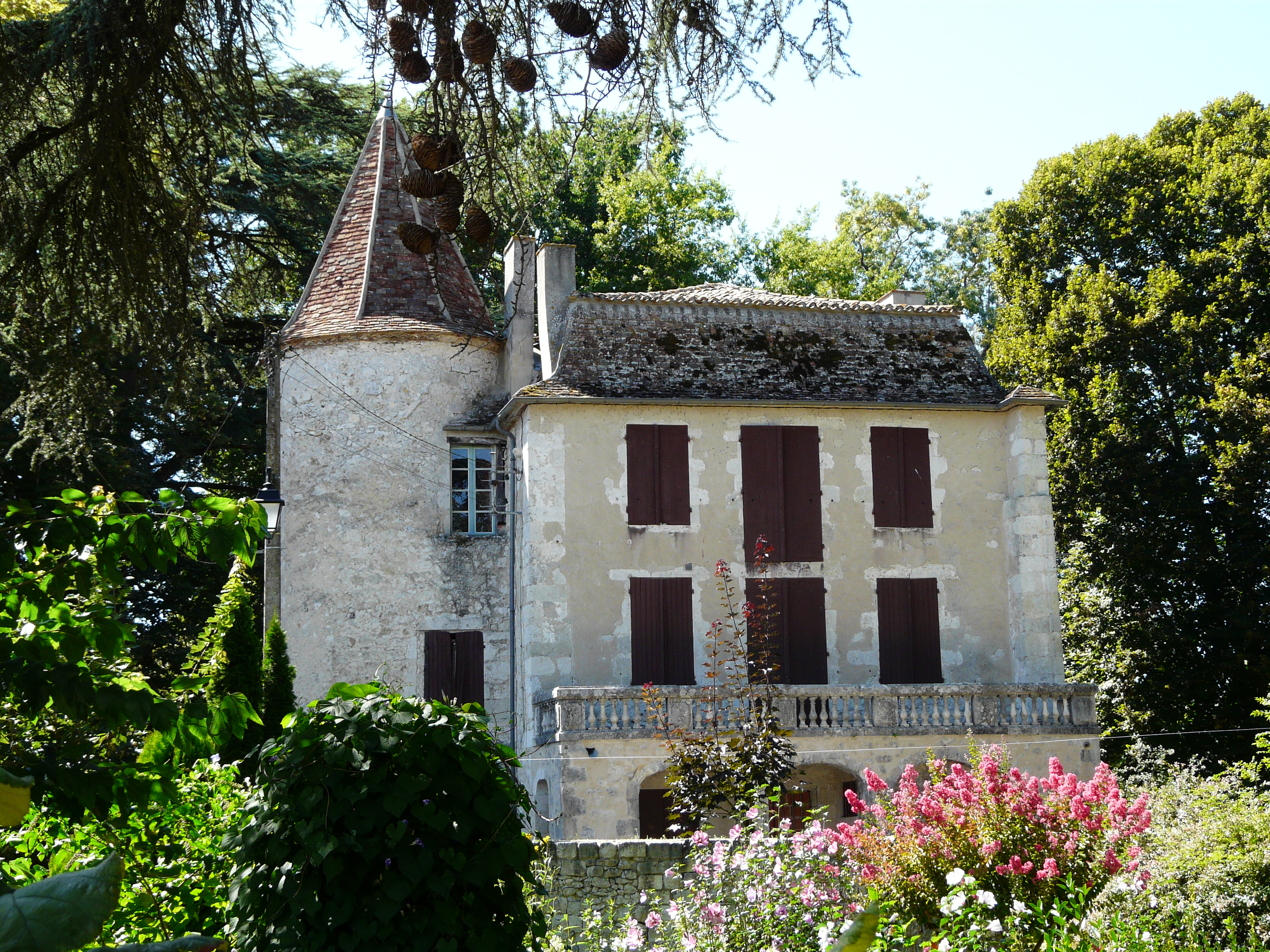
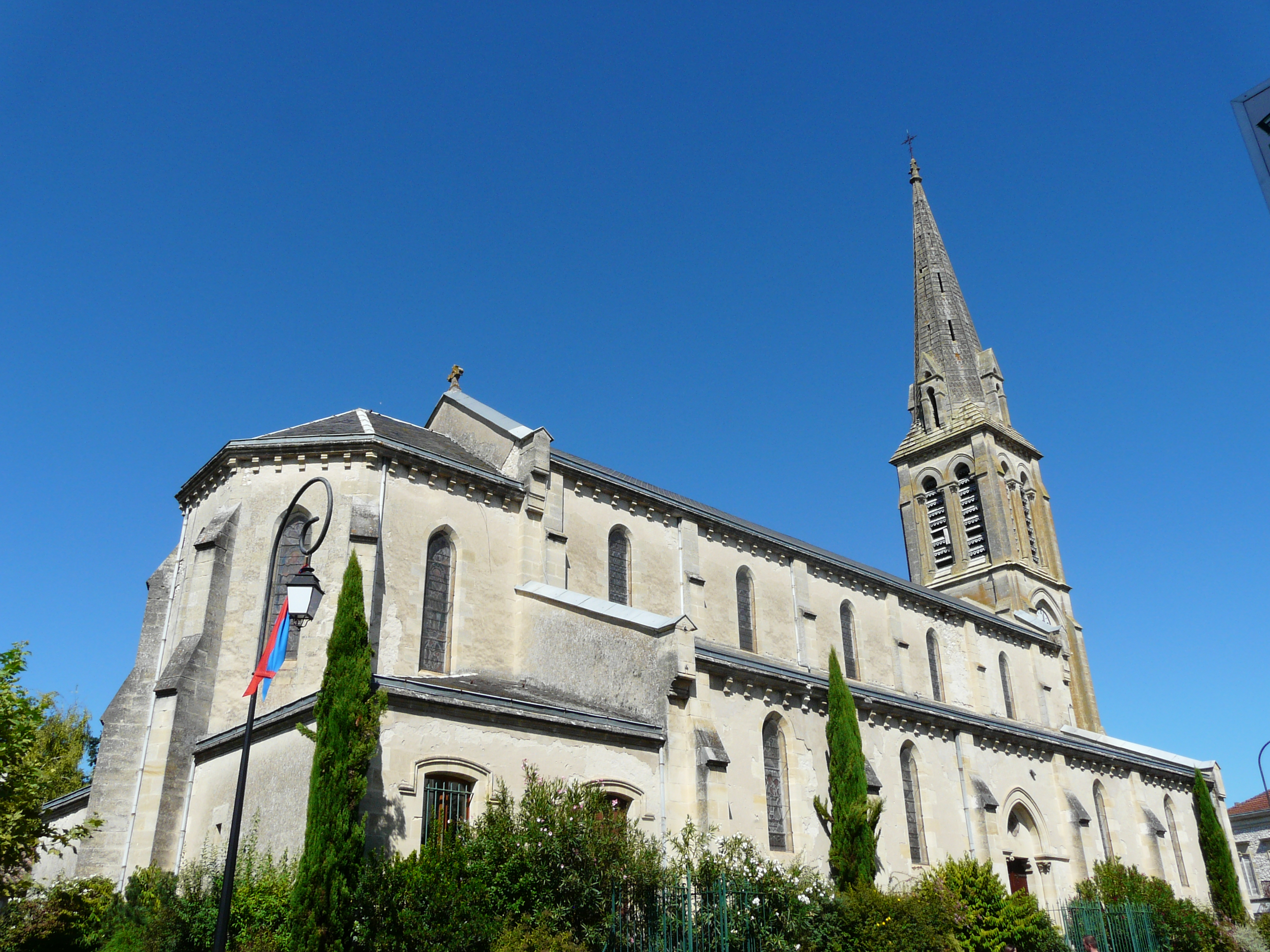
Kyrkan Notre-Dame
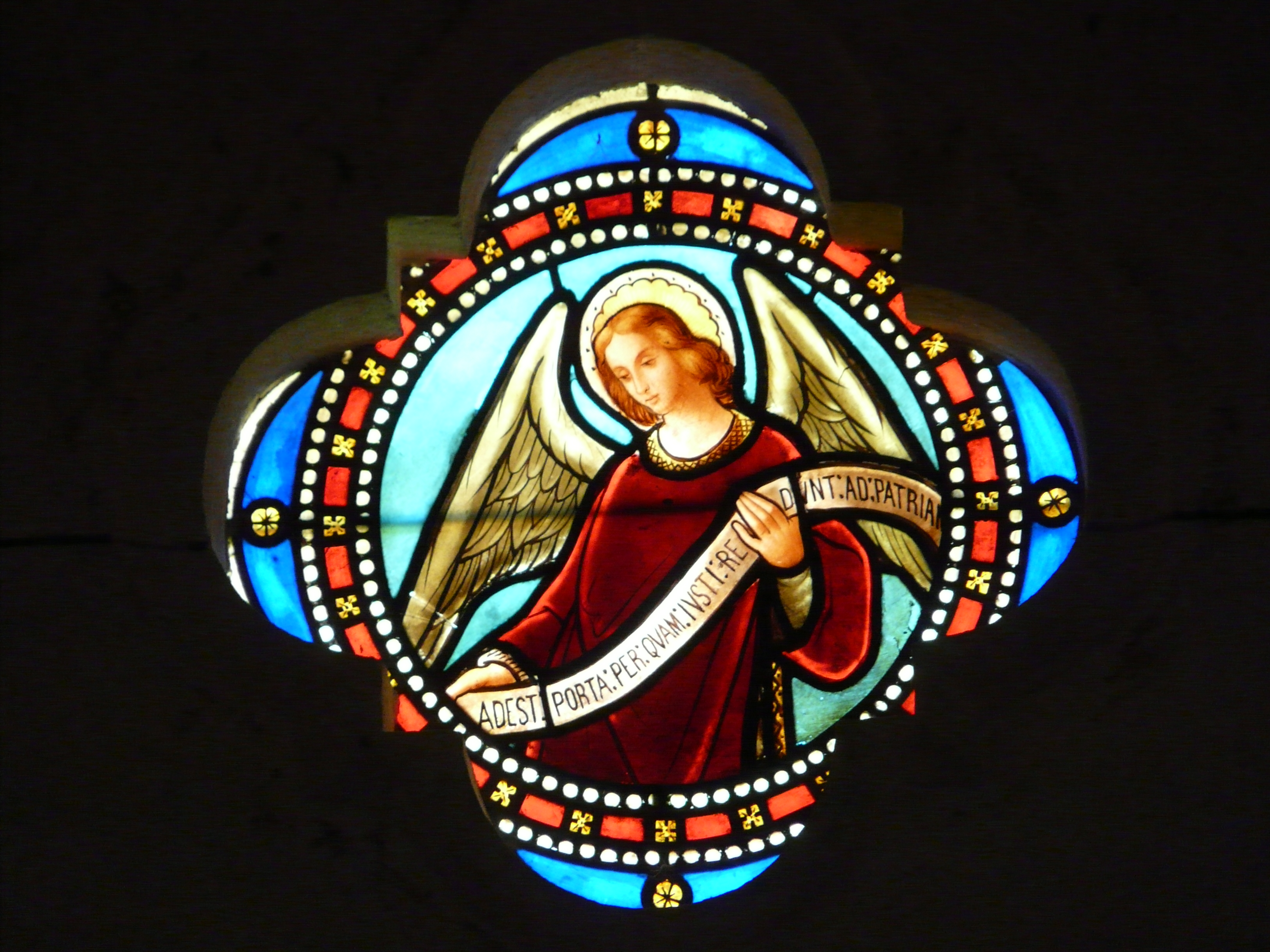
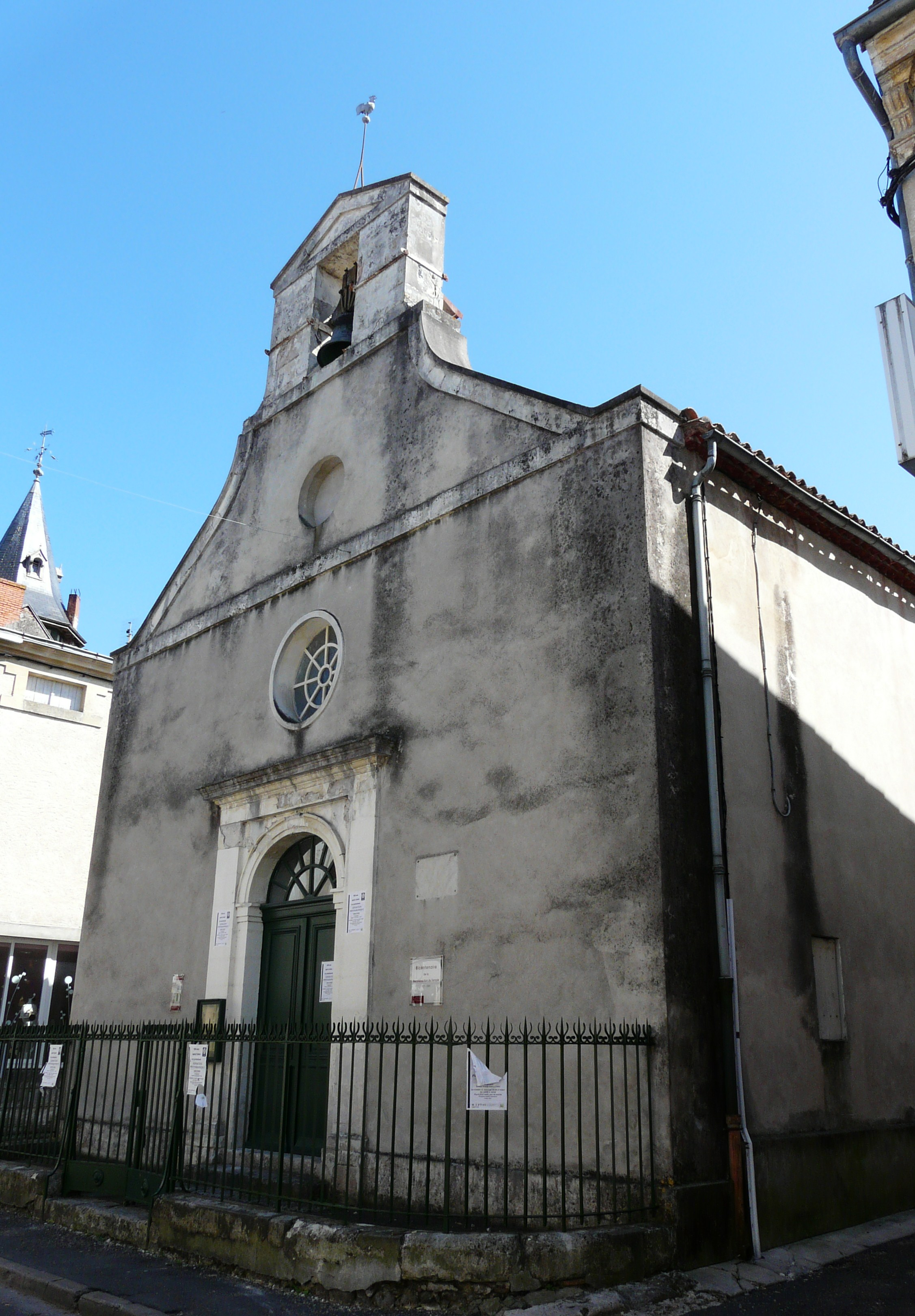
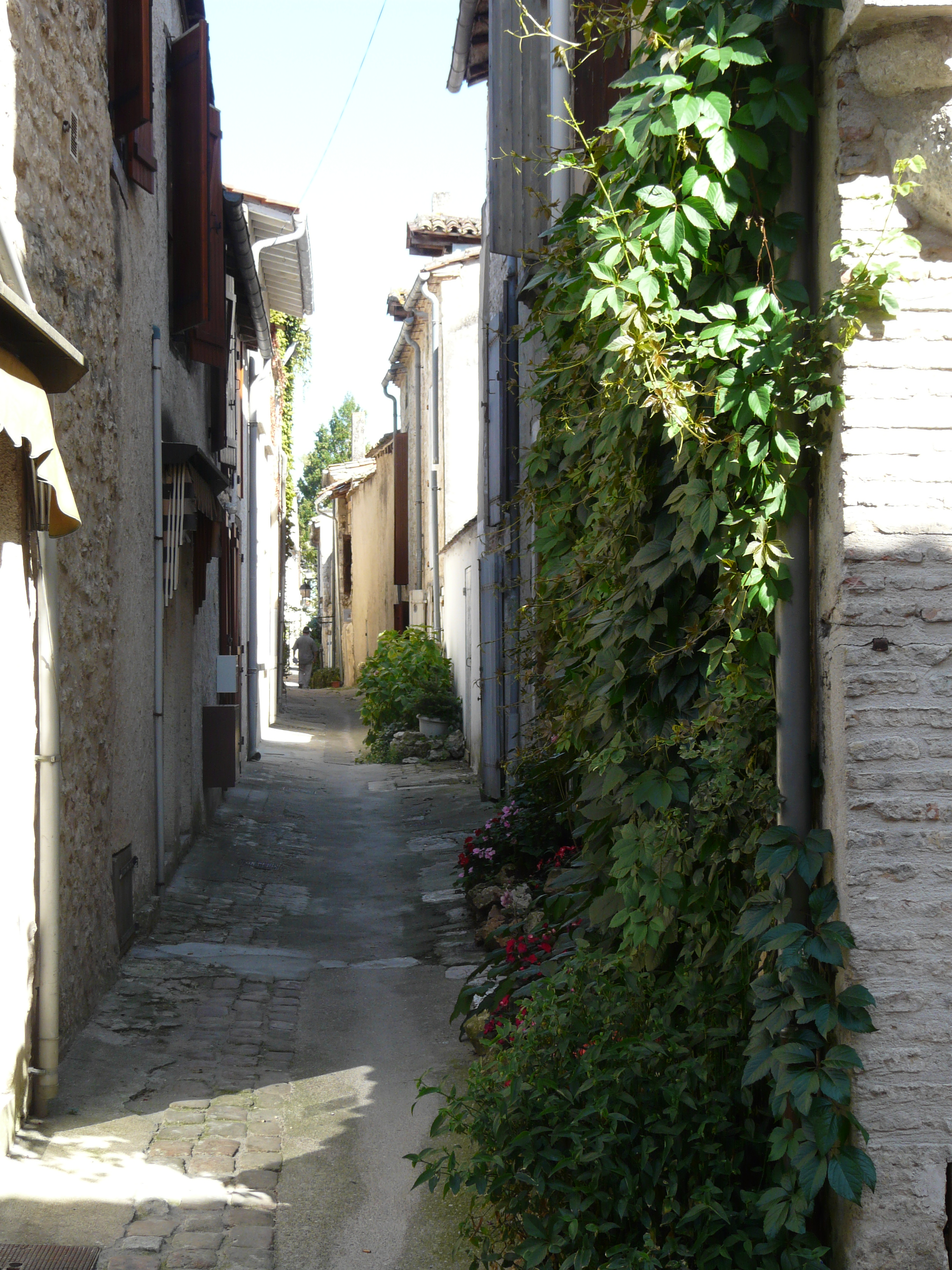